# جامع الإسكندرية الكبير
جامع الإسكندرية الكبير، وهو من مساجد العراق التاريخية الأثرية ويقع في بابل بقضاء الإسكندرية في سوق الاسكندرية القصر القديم، ولقد شيد وبني عام 1310هـ/1889م، في عهد السلطان عبد الحميد الثاني أيام حكم الدولة العثمانية، وبني من مادة الطابوق ويعد جامع الأسكندرية ثاني أقدم جامع في بابل، ولقد جرى ترميمهُ وإعادة بناؤه وهدمت منارة المئذنة القديمة وبني منارة أخرى حديثة بدلاً منها في عام 1429هـ/ 2008م، ثم جرى ترميمه مرة أخرى في عام 1430هـ/2009م من قبل ديوان الوقف السني في العراق، ويحتوي الجامع على حرم واسع، وتقام فيهِ حالياً صلاة الجمعة وصلاة العيدين والصلوات الخمس المكتوبة.